# Laccophilus samuelsoni
Laccophilus samuelsoni är en skalbaggsart som beskrevs av Michel Brancucci 1983. Laccophilus samuelsoni ingår i släktet Laccophilus och familjen dykare. Inga underarter finns listade i Catalogue of Life.